# Žalhostice
Žalhostice (deutsch Czalositz, auch Tschalositz) gehört zur nordböhmischen Region Ústí nad Labem (Aussig an der Elbe) mit 494 Einwohnern (2004).
Die Fläche der Gemeinde beträgt 233,15 ha.

## Geografie
Die Gemeinde liegt am südlichen Fuße des Böhmischen Mittelgebirges und am rechten Ufer der Elbe.

## Geschichte
Der tschechische Name bedeutet „eine Stätte, wo Leid zu Gaste zu sein pflegt“. Geschrieben wurde früher in verschiedenen Formen wie: Tschalositz, Cžalositz, Cžahostitz, mundartlich gesprochen „Tschales“.
Die Gemeinde liegt in einer bereits vorgeschichtlich besiedelten Landschaft.
Erstmals erwähnt wurde sie im Jahr 1319, als Pesco von Schreckenstein das Dorf an König Johann von Böhmen und Heinrich von Kamaik verkaufte. Von der Familie Kamaik kam der Ort an Peter Kameitzky von Elstiborz und befand sich bis 1620 in dessen Besitz. Nach der Schlacht am Weißen Berg wurde der Besitz vom königlichen Fiskus eingezogen. 1626 wurde die Herrschaft Groß Tschernosek, zu der Czalositz gehörte, an den Grafen Wilhelm von Wrschowetz und Doubravská hora verkauft. Vermutlich lag die Ortschaft in den nachfolgenden Jahren wüst und wurde von den Besitzern neu besiedelt. 1650 wechselte die Herrschaft Tschernosek zur gräflichen Familie von Haysenstein und 1667 an die Reichsgrafen von Nostitz-Rhinek. Czalositz verblieb bis 1852 bei den letztgenannten Besitzern.
Administrativ gehörte Czalositz nach Auflösung der Gutsherrlichkeit zum Gerichtsbezirk und politischen Bezirk Leitmeritz bis 1938, von 1938 bis 1945 zum Kreis Leitmeritz. Nach dem Zweiten Weltkrieg verblieb Czalositz beim vergrößerten Bezirk Leitmeritz und gehört seit 2002 zur neugeschaffenen, administrativ übergeordneten Region Aussig.
Czalositz war 2002 vom großen Elbehochwasser betroffen, doch kam die Gemeinde mit ca. 30 betroffenen Häusern verhältnismäßig glimpflich davon. Die damals überschwemmte Insel bei Czalositz hieß früher im Deutschen „Wedda“. Diese Bezeichnung stammt aus der mundartlichen Aussprache des althochdeutschen Wortes „Werder“.

## Wirtschaft
An den Elbhängen nach Leitmeritz und an den unteren Lehnen des Radobýl (Radobil) wird seit dem 11. Jahrhundert Wein angebaut. 1843 wurden fast 125 Joch Weingärten bewirtschaftet, etwa ein Drittel der Gemeindefläche. Neben Ackerbau gibt es auch den Obstanbau. Viel Edelobst unter anderem Aprikosenbäume werden hier gehalten. Bis Ende des 19. Jahrhunderts wurde auch Fischerei betrieben.
Die ersten Industriebetriebe siedelten sich Ende des 19. Jahrhunderts an, als durch den Bau der Österreichischen Nordwestbahn (Wien–Mittelgrund) und der Nordböhmischen Transversalbahn (Teplitz–Reichenberg) die strukturellen Voraussetzungen geschaffen wurden.
1893 nahm die große Lederfabrik der Gebrüder Taussig die Produktion auf. Hier arbeiteten 1938 etwa 200 Beschäftigte. Im 3. Reich zwangsenteigneten die NS-Machthaber den jüdischen Inhaber Dr. Friedrich Neuburg. Die Firma Linhart aus Rehau (Nordostbayern) übernahm 1939 die Geschäfte. Wenige Jahre nach der politischen Wende 1989 stellte die Fabrik die Produktion ein.
Als zweite große Fabrik entstand um die Jahrhundertwende die Fischkonserven- und Essigfabrik C. Warhanek AG. Mehrere Familien wanderten von Zauchtel im Kuhländchen und Umgebung als Spezialkräfte zu, da dort bereits eine Filiale der Wiener Zentrale existierte. Nach dem Ersten Weltkrieg wurde die Reparaturwerkstätte A. Lanna AG (Zentrale in Prag) für Elbkähne eingerichtet. Nach dem Anschluss an das Deutsche Reich 1938 transportierte man Anfang 1939 die Anlagen und Werkzeuge in etwa 60 Eisenbahnwaggons zum Wiederaufbau nach Lysá nad Labem.
Schon in früherer Zeit existierten Steinbrüche auf dem Radobýl, die später als Basaltwerke GmbH in Leitmeritz firmierten. 1932 ging der Betrieb in Konkurs, der mittlerweile Zementwarenerzeugnisse und vorgefertigte Baumaterialien produzierte. Nach der Wiederaufnahme ging der Abbau 1939 endgültig zu Ende.

## Verkehr
Die Staatsstraße 261 verbindet Žalhostice mit Ústí nad Labem (Aussig) im Norden (etwa 20 km) und im Osten mit dem 4 km entfernten Litoměřice (Leitmeritz).
Der Bahnhof Žalhostice liegt an der Nordböhmischen Transversalbahn Lovosice (Lobositz) – Litoměřice – Česká Lípa (Böhm. Leipa). Die Strecke wird durch regelmäßigen Schienenbusverkehr betrieben. An der rechtselbischen Bahnstrecke Děčín (Tetschen) – Kolín (ehem. Österreichische Nordwestbahn) liegend, ist Žalhostice mit der Haltestelle Velké Žernoseky angebunden. Die Strecke wird mit Güter- und Personenverkehr befahren.

## Sehenswürdigkeiten
In der Gemeinde stehen einige Häuser mit volkstümlichen Holzaufbauten (Fachwerk, Balkon, Giebel). Am Dorfplatz befinden sich die ältesten Häuser, die aus wehrhaften, massiven Steinquadern im Zuge des Neuaufbaus nach dem Dreißigjährigen Krieg gebaut wurden. Fernsicht
genießt man vom Hausberg, dem Radobil (tschech. Radobýl). Czalositz ist Ausgangspunkt für Ausflüge in die reizvolle Landschaft des Böhmischen Mittelgebirges und ist gleichzeitig Naherholungsgebiet der Stadt Leitmeritz (Litoměřice).

## Einwohnerentwicklung
Die Einwohnerschaft stellte sich zur Zeit der Untertanenzählung von 1654 (Steuerrolle) als volklich gemischt dar. Es wohnten damals 12 Hauswirte im Ort. In der Aufnahme des Theresianischen Katasters (TK) 1714 geht das Deutschtum mehrheitlich gestärkt hervor. Es wohnten 13 Hauswirte in der Gemeinde. Die Statistik des Josefinischen Katasters (JK) 1785 weist 31 Hausnummern aus.
1843 zählt der Stabilkataster 36 Häuser.
Da die Sprachengrenze nicht weit entfernt war, gab es immer wieder Zuzug von tschechischsprachigen Personen, die sich an die deutsche Umgangssprache anpassten. Die tschechische Zuwanderung nahm Ende des 19. Jahrhunderts mit der Ansiedlung von Industriebetrieben stärker als die deutsche zu. Der tschechische Volkstumsanteil pendelte sich bei etwa 25–30 % der Bevölkerung ein.
1938 entflohen mehrere tschechische Familien dem politischen Klima der NS-Diktatur.
Nach der Kapitulation des 3. Reichs wurde die deutsche Bevölkerung 1945/1946 vertrieben (Beneš-Dekrete).
| Jahr   | Einwohner | Deutsche | Tschechen |
| ------ | --------- | -------- | --------- |
| 1843 1 | 190       | -        | -         |
| 1854 1 | 217       | -        | -         |
| 1880 2 | 298       | 266      | 24        |
| 1890 3 | 332       | 332      | 0         |
| 1900 3 | 502       | 500      | 0         |
| 1910 3 | 719       | 669      | 46        |
| 1921 3 | 861       | 618      | 214       |
| 1930 3 | 928       | 651      | 249       |
| 1939 3 | 822       | -        | -         |
| 1970 3 | 685       | -        | -         |
| 1991 4 | 487       | 3        | 482       |

Bemerkungen zur Fläche:
- 1) 387 Joch 1130 Klafter
- 2) Keine Angabe
- 3) 224 ha
- 4) 233 ha